# (7041) Nantucket
(7041) Nantucket (4081 P-L) – planetoida z pasa głównego asteroid okrążająca Słońce w ciągu 3,35 lat w średniej odległości 2,24 j.a. Odkryta 24 września 1960 roku.